# Saint-Pancrace (Dordogne)
Pour les articles homonymes, voir Saint-Pancrace.
Saint-Pancrace est une commune française située dans le département de la Dordogne, en région Nouvelle-Aquitaine.

## Géographie

### Généralités
Au nord du département de la Dordogne, la commune de Saint-Pancrace est située en bordure extérieure du parc naturel régional Périgord-Limousin (commune de La Chapelle-Montmoreau et ancienne commune de Saint-Crépin-de-Richemont). Elle est formée de deux ensembles, relies par un mince corridor long de 800 mètres et large de 40 à 180 mètres, au niveau de la route départementale (RD) 675.
Le village de Saint-Pancrace, en bordure sud de la RD 98, se situe, en distances orthodromiques, sept kilomètres au nord de Brantôme et onze kilomètres au sud de Nontron.
La principale voie d'accès à la commune s'effectue par la RD 675 qui traverse la commune au sud et forme sur trois kilomètres la limite du territoire communal, sur sa bordure nord-ouest.

### Communes limitrophes
Saint-Pancrace est limitrophe de quatre autres communes.
| La Chapelle-Montmoreau |                | Quinsac              |
|                        | Saint-Pancrace |                      |
| Brantôme en Périgord   |                | Champagnac-de-Belair |

### Géologie et relief

#### Géologie
Situé sur la plaque nord du Bassin aquitain et bordé à son extrémité nord-est par une frange du Massif central, le département de la Dordogne présente une grande diversité géologique. Les terrains sont disposés en profondeur en strates régulières, témoins d'une sédimentation sur cette ancienne plate-forme marine. Le département peut ainsi être découpé sur le plan géologique en quatre gradins différenciés selon leur âge géologique. Saint-Pancrace est située dans le troisième gradin à partir du nord-est, un plateau formé de calcaires hétérogènes du Crétacé.
Les couches affleurantes sur le territoire communal sont constituées de formations superficielles du Quaternaire et de roches sédimentaires datant pour certaines du Cénozoïque, et pour d'autres du Mésozoïque. La formation la plus ancienne, notée c2c, date du Turonien moyen à supérieur, composée de calcaires cryptocristallins, calcaires gréseux à rudistes et marnes à huîtres et à rhynchonelles, localement grès et sables jaunes (feuille de Terrasson). La formation la plus récente, notée CFp, fait partie des formations superficielles de type colluvions indifférenciées de versant, de vallon et plateaux issues d'alluvions, molasses, altérites. Le descriptif de ces couches est détaillé dans  la feuille « no 734 - Nontron » de la carte géologique au 1/50 000 de la France métropolitaine, et sa notice associée.

Carte géologique de Saint-Pancrace.

#### Relief et paysages
Le département de la Dordogne se présente comme un vaste plateau incliné du nord-est (491 m, à la forêt de Vieillecour dans le Nontronnais, à Saint-Pierre-de-Frugie) au sud-ouest (2 m à Lamothe-Montravel). L'altitude du territoire communal varie quant à elle entre 136 mètres en limite orientale du territoire communal, là où un petit affluent de la Dronne quitte la commune pour entrer sur celle de Quinsac et 233 mètres à l'ouest, au lieu-dit la Tuilière à proximité des communes de Brantôme en Périgord (territoire de l'ancienne commune de Cantillac), et Champagnac-de-Belair.
Dans le cadre de la Convention européenne du paysage entrée en vigueur en France le 1er juillet 2006, renforcée par la loi du 8 août 2016 pour la reconquête de la biodiversité, de la nature et des paysages, un atlas des paysages de la Dordogne a été élaboré sous maîtrise d’ouvrage de l’État et publié en octobre 2020. Les paysages du département s'organisent en huit unités paysagères,. La commune fait partie du Périgord central, un paysage vallonné, aux horizons limités par de nombreux bois, plus ou moins denses, parsemés de prairies et de petits champs.
La superficie cadastrale de la commune publiée par l'Insee, qui sert de référence dans toutes les statistiques, est de 6,69 km2,,. La superficie géographique, issue de la BD Topo, composante du Référentiel à grande échelle produit par l'IGN, est quant à elle de 7,04 km2.

### Hydrographie

#### Réseau hydrographique

Réseaux hydrographique et routier de Saint-Pancrace.

La commune est située dans le bassin de la Dordogne au sein du Bassin Adour-Garonne. Elle est drainée par deux petits cours d'eau, qui constituent un réseau hydrographique de près de 2 km de longueur totale,.

#### Gestion et qualité des eaux
Le territoire communal est couvert par le schéma d'aménagement et de gestion des eaux (SAGE) « Isle - Dronne ». Ce document de planification, dont le territoire regroupe les bassins versants de l'Isle et de la Dronne, d'une superficie de 7 500 km2, a été approuvé le 2 août 2021. La structure porteuse de l'élaboration et de la mise en œuvre est l'établissement public territorial de bassin de la Dordogne (EPIDOR). Il définit sur son territoire les objectifs généraux d’utilisation, de mise en valeur et de protection quantitative et qualitative des ressources en eau superficielle et souterraine, en respect des objectifs de qualité définis dans le troisième SDAGE  du Bassin Adour-Garonne qui couvre la période 2022-2027, approuvé le 10 mars 2022.
La qualité des eaux de baignade et des cours d’eau peut être consultée sur un site dédié géré par les agences de l’eau et l’Agence française pour la biodiversité.

### Climat
Pour des articles plus généraux, voir Climat de la Nouvelle-Aquitaine et Climat de la Dordogne.
Historiquement, la commune est exposée à un climat océanique aquitain.  
En 2020, Météo-France publie une typologie des climats de la France métropolitaine dans laquelle la commune est exposée à un climat océanique altéré et est dans la région climatique  Aquitaine, Gascogne, caractérisée par une pluviométrie abondante au printemps, modérée en automne, un faible ensoleillement au printemps, un été chaud (19,5 °C), des vents faibles, des brouillards fréquents en automne et en hiver et des orages fréquents en été (15 à 20 jours).
Pour la période 1971-2000, la température annuelle moyenne est de 12,1 °C, avec  une amplitude thermique annuelle de 15,1 °C. Le cumul annuel moyen de précipitations est de 985 mm, avec 12,9 jours de précipitations en janvier et 7,3 jours en juillet. Pour la période 1991-2020, la température moyenne annuelle observée sur la station météorologique la plus proche, située sur la commune de Saint-Martin-de-Fressengeas à 23 km à vol d'oiseau, est de 12,4 °C et le cumul annuel moyen de précipitations est de 1 050,4 mm,. Pour l'avenir, les paramètres climatiques de la commune estimés pour 2050 selon différents scénarios d’émission de gaz à effet de serre sont consultables sur un site dédié publié par Météo-France en novembre 2022.

## Urbanisme

### Typologie
Au 1er janvier 2024, Saint-Pancrace est catégorisée commune rurale à habitat dispersé, selon la nouvelle grille communale de densité à 7 niveaux définie par l'Insee en 2022.
Elle est située hors unité urbaine et hors attraction des villes,.

### Occupation des sols
L'occupation des sols de la commune, telle qu'elle ressort de la base de données européenne d’occupation biophysique des sols Corine Land Cover (CLC), est marquée par l'importance des forêts et milieux semi-naturels (53,6 % en 2018), une proportion sensiblement équivalente à celle de 1990 (54,2 %). La répartition détaillée en 2018 est la suivante : 
forêts (53,6 %), zones agricoles hétérogènes (35,4 %), terres arables (7,1 %), prairies (3,9 %). L'évolution de l’occupation des sols de la commune et de ses infrastructures peut être observée sur les différentes représentations cartographiques du territoire : la carte de Cassini (XVIIIe siècle), la carte d'état-major (1820-1866) et les cartes ou photos aériennes de l'IGN pour la période actuelle (1950 à aujourd'hui).

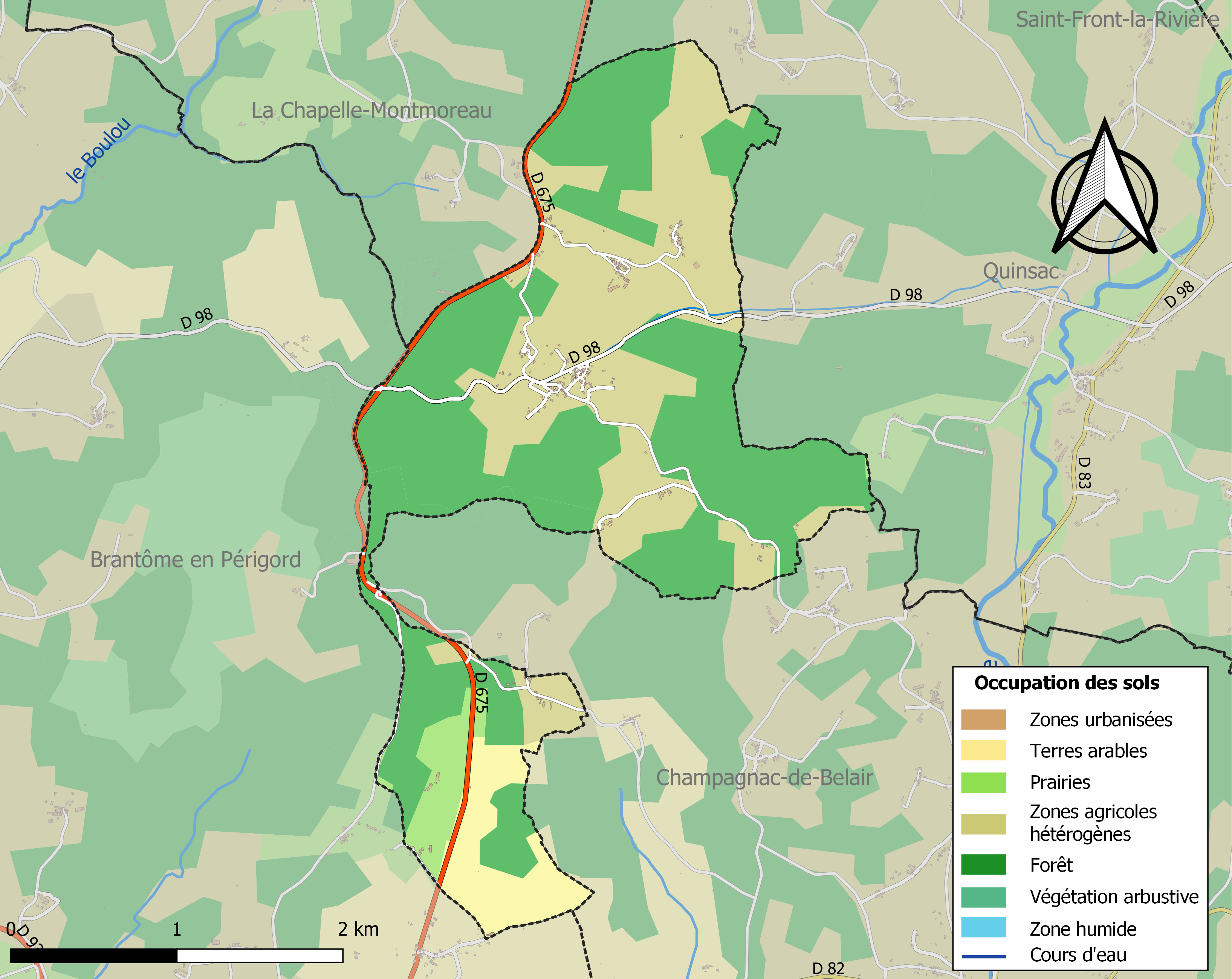
Carte des infrastructures et de l'occupation des sols de la commune en 2018 (CLC).

### Prévention des risques
Le territoire de la commune de Saint-Pancrace est vulnérable à différents aléas naturels : météorologiques (tempête, orage, neige, grand froid, canicule ou sécheresse), feux de forêts, mouvements de terrains et séisme (sismicité faible). Un site publié par le BRGM permet d'évaluer simplement et rapidement les risques d'un bien localisé soit par son adresse soit par le numéro de sa parcelle.
Saint-Pancrace est exposée au risque de feu de forêt. L’arrêté préfectoral du 14 mars 2013 fixe les conditions de pratique des incinérations et de brûlage dans un objectif de réduire le risque de départs d’incendie. À ce titre, des périodes sont déterminées : interdiction totale du 15 février au 15 mai et du 15 juin au 15 octobre, utilisation réglementée du 16 mai au 14 juin et du 16 octobre au 14 février. En septembre 2020, un plan inter-départemental de protection des forêts contre les incendies (PidPFCI) a été adopté pour la période 2019-2029,.

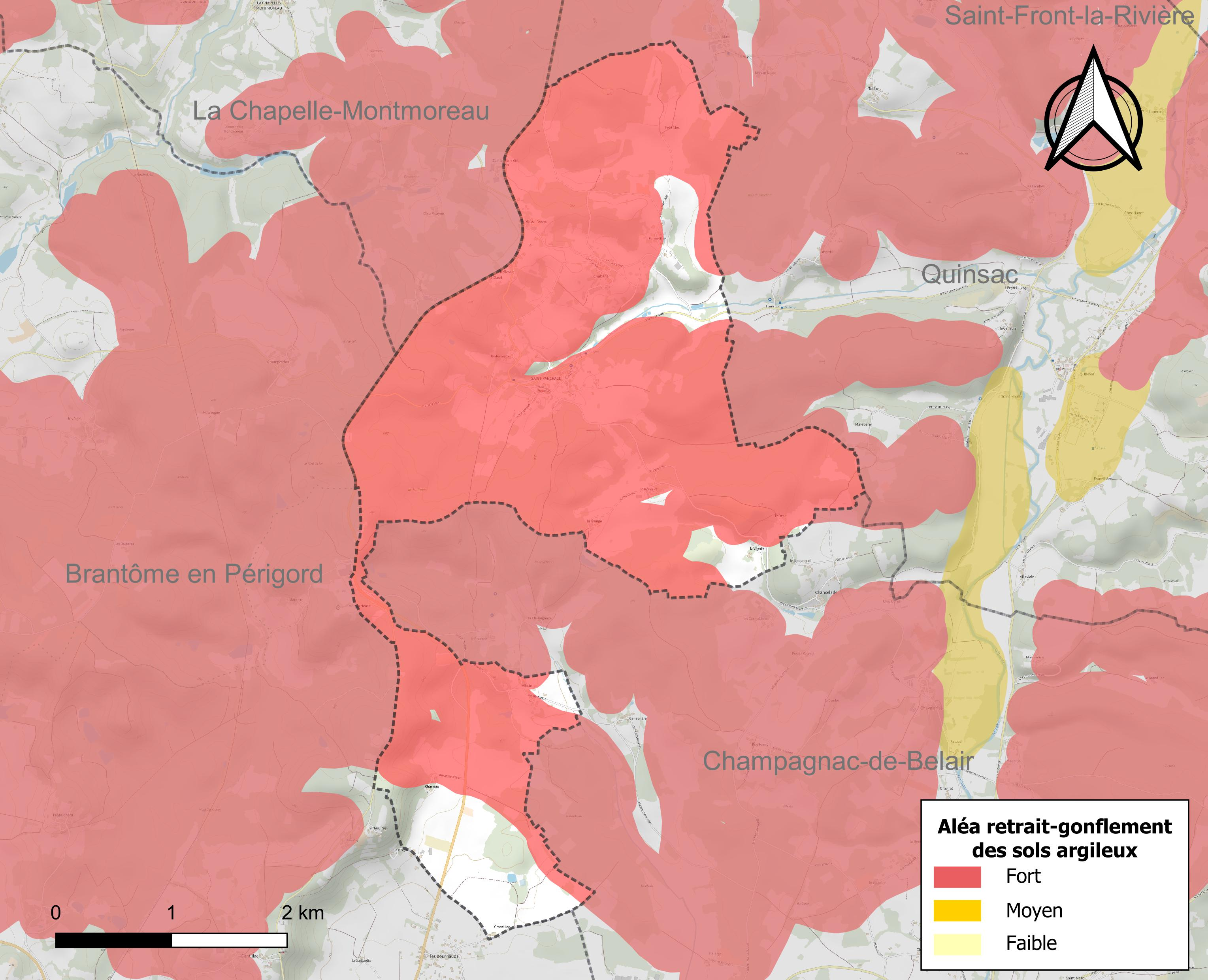
Carte des zones d'aléa retrait-gonflement des sols argileux de Saint-Pancrace.

Les mouvements de terrains susceptibles de se produire sur la commune sont des tassements différentiels. Le retrait-gonflement des sols argileux est susceptible d'engendrer des dommages importants aux bâtiments en cas d’alternance de périodes de sécheresse et de pluie. 84,9 % de la superficie communale est en aléa moyen ou fort (58,6 % au niveau départemental et 48,5 % au niveau national métropolitain). Depuis le 1er octobre 2020, en application de la loi ÉLAN, différentes contraintes s'imposent aux vendeurs, maîtres d'ouvrages ou constructeurs de biens situés dans une zone classée en aléa moyen ou fort,.
La commune a été reconnue en état de catastrophe naturelle au titre des dommages causés par les inondations et coulées de boue survenues en 1982, 1983 et 1999, par la sécheresse en 1989, 1991, 2003, 2005 et 2011 et par des mouvements de terrain en 1999.

## Toponymie
Le nom de la commune fait référence à saint Pancrace, martyrisé à Rome en l'an 304.
En occitan, la commune porte le nom de Sent Pancraci.

## Histoire

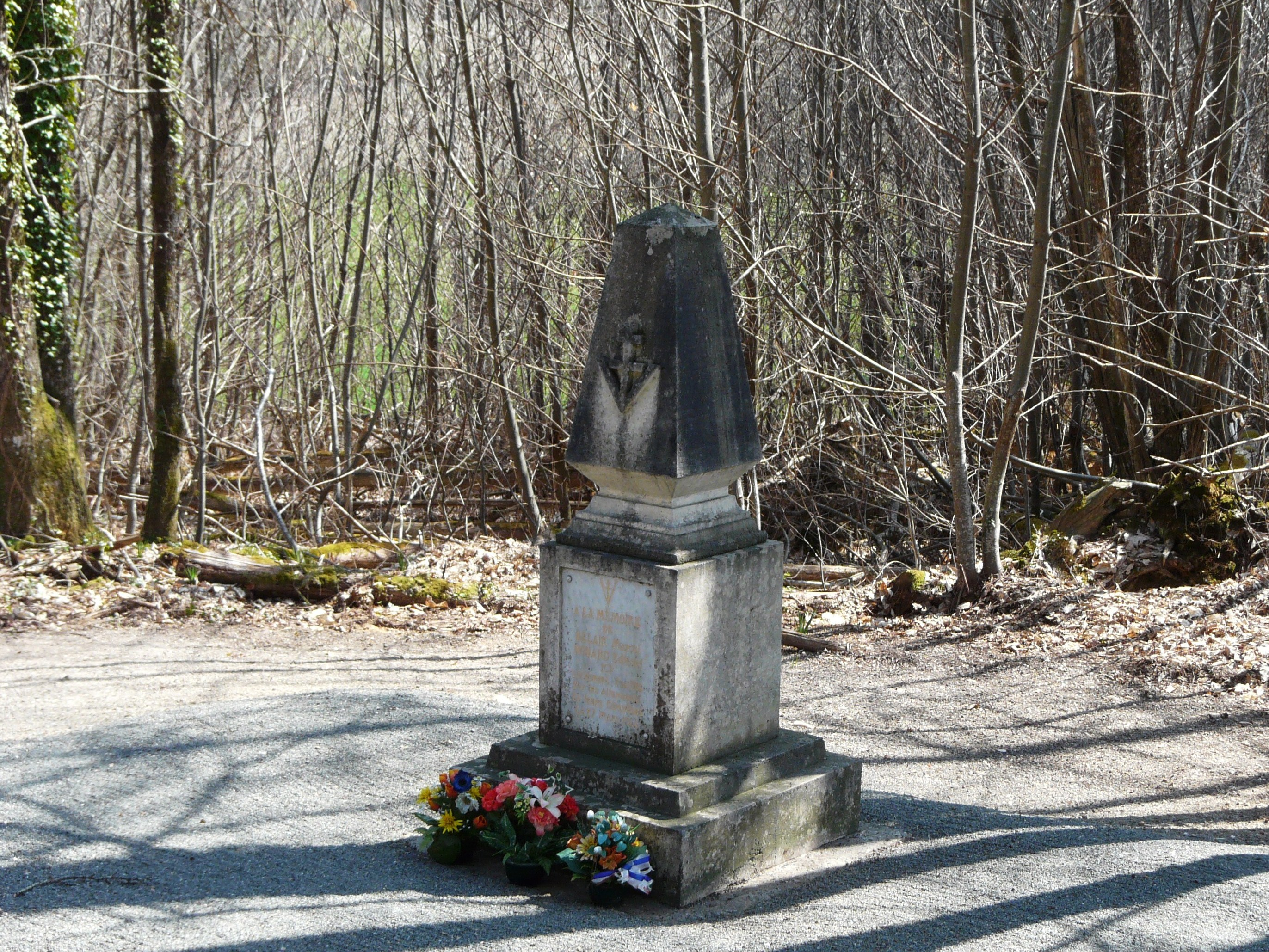
L'une des deux stèles commémoratives du 27 mars 1944.

Au XIIIe siècle, Saint-Pancrace était l'une des vingt-sept paroisses dépendant de l'archiprêtré de Condat dont le siège se situait à Champagnac.
La première mention écrite connue du nom du village, Sanctus Pancrasius, remonte à l'an 1382.
Au XIVe siècle, Saint Pancrace est l'une des onze paroisses composant la châtellenie d'Agonac.
Le 27 mars 1944, les Allemands fusillent au total cinq personnes sur le territoire communal, en deux endroits, le long de la route départementale 98. De plus, quatre personnes arrêtées sur la commune sont fusillées à Brantôme.

## Politique et administration

### Rattachements administratifs
La commune de Saint-Pancrace a, dès 1790, été rattachée au canton de Champagnac qui dépendait du district de Nontron. En 1800, les districts sont supprimés et la commune est rattachée au canton de Champagnac-de-Bel-Air (nouvelle orthographe) dépendant de l'arrondissement de Nontron.
Dans le cadre de la réforme de 2014 définie par le décret du 21 février 2014, ce canton disparaît aux élections départementales de mars 2015. La commune est alors rattachée au canton de Brantôme, renommé canton de Brantôme en Périgord en 2020.

### Intercommunalité
En 1996, Saint-Pancrace intègre dès sa création la communauté de communes du Pays de Champagnac-en-Périgord. Celle-ci disparaît le 31 décembre 2013, remplacée au 1er janvier 2014 par une nouvelle intercommunalité élargie, la communauté de communes Dronne et Belle.

### Administration municipale
La population de la commune étant comprise entre 100 et 499 habitants au recensement de 2017, onze conseillers municipaux ont été élus en 2020,.

### Liste des maires

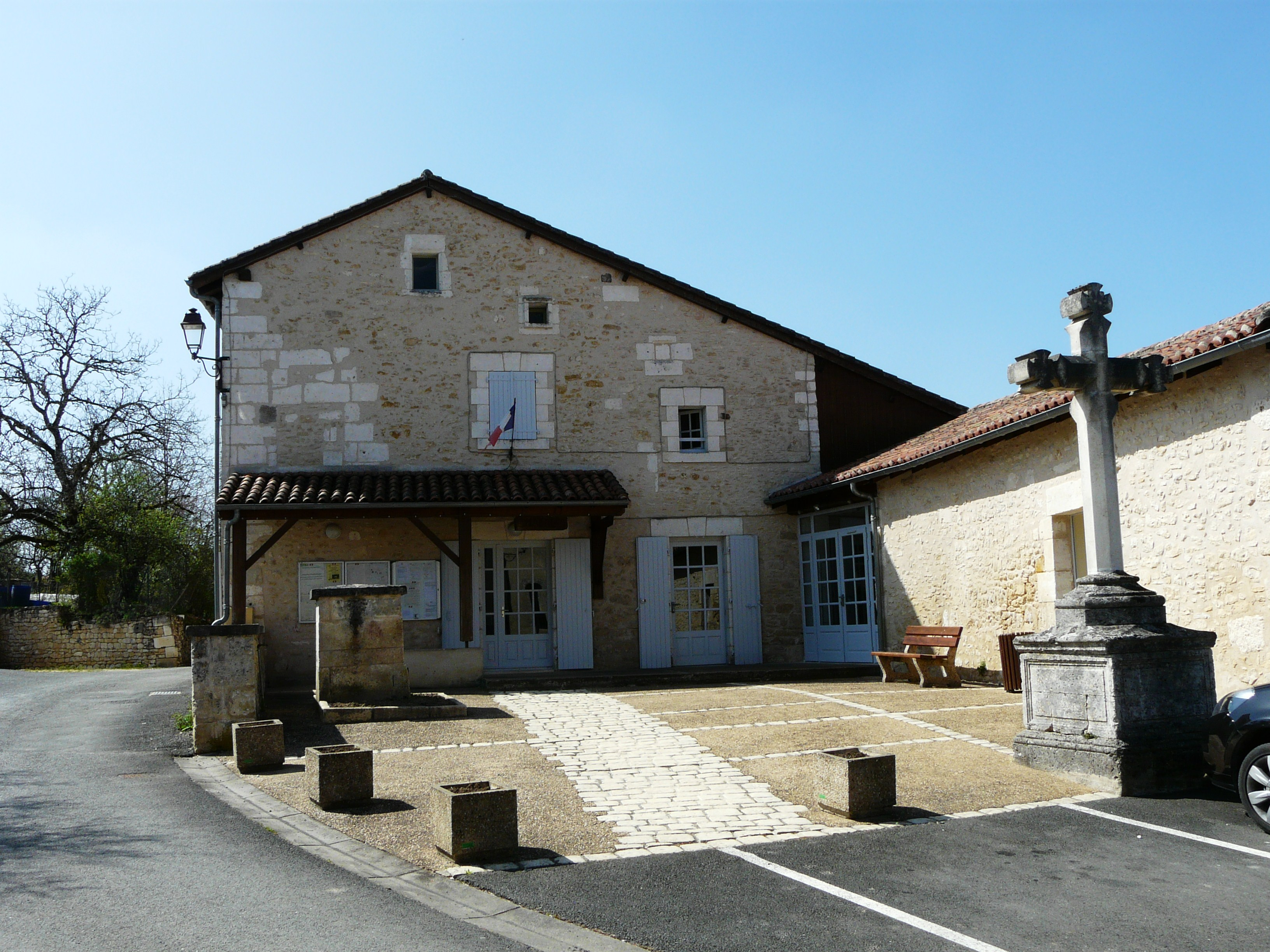
La mairie.

| Période                                  | Période   | Identité                | Étiquette | Qualité                 |
| ---------------------------------------- | --------- | ----------------------- | --------- | ----------------------- |
| Les données manquantes sont à compléter. |           |                         |           |                         |
|                                          |           |                         |           |                         |
| (1880 ou avant)                          | juin 1894 | Jean Armand Faucher     |           | Capitaine à la retraite |
| juillet 1894                             | mai 1908  | Jean Sudreau            |           |                         |
| mai 1908                                 | ?         | (Albin) Jean Vachaumard |           |                         |
| novembre 1919                            | 1929      | Armand Sudreau          |           |                         |
| mai 1929                                 | ?         | Gustave Sicard          |           |                         |
| octobre 1944                             | mai 1945  | Roger Marty             |           | Boulanger               |
| mai 1945                                 | mars 1971 | Louis Peyrou            |           |                         |
| mars 1971                                | mars 1974 | Marcel Martinot         |           |                         |
| mai 1974                                 | mars 1983 | Raymond Duverneuil      |           |                         |
| mars 1983                                | juin 1995 | Edgard Lastère          |           |                         |
| juin 1995 (réélu en mai 2020)            | En cours  | Jean-Jacques Martinot   | SE        | Entrepreneur            |

## Équipements et services publics

### Enseignement
En 2012, Saint-Pancrace est organisée en regroupement pédagogique intercommunal (RPI) avec les communes de Quinsac et Villars au niveau des classes de primaire.

### Justice
En 2023, dans le domaine judiciaire, Saint-Pancrace relève : 
- du tribunal judiciaire, du tribunal pour enfants, du conseil de prud'hommes et du tribunal de commerce de Périgueux ;
- du pôle Nationalité du tribunal judiciaire de Périgueux (compétent uniquement dans le domaine de la nationalité) ;
- de la cour d'appel, du tribunal administratif et de la  cour administrative d'appel de Bordeaux.

## Population et société

### Démographie
L'évolution du nombre d'habitants est connue à travers les recensements de la population effectués dans la commune depuis 1793. Pour les communes de moins de 10 000 habitants, une enquête de recensement portant sur toute la population est réalisée tous les cinq ans, les populations de référence des années intermédiaires étant quant à elles estimées par interpolation ou extrapolation. Pour la commune, le premier recensement exhaustif entrant dans le cadre du nouveau dispositif a été réalisé en 2005.

En 2022, la commune comptait 150 habitants, en évolution de −17,58 % par rapport à 2016 (Dordogne : +0,37 %, France hors Mayotte : +2,11 %).
| 1793 | 1800 | 1806 | 1821 | 1831 | 1836 | 1841 | 1846 | 1851 |
| ---- | ---- | ---- | ---- | ---- | ---- | ---- | ---- | ---- |
| 299  | 181  | 240  | 306  | 348  | 341  | 310  | 347  | 384  |

| 1856 | 1861 | 1866 | 1872 | 1876 | 1881 | 1886 | 1891 | 1896 |
| ---- | ---- | ---- | ---- | ---- | ---- | ---- | ---- | ---- |
| 350  | 330  | 351  | 331  | 313  | 314  | 295  | 311  | 265  |

| 1901 | 1906 | 1911 | 1921 | 1926 | 1931 | 1936 | 1946 | 1954 |
| ---- | ---- | ---- | ---- | ---- | ---- | ---- | ---- | ---- |
| 262  | 263  | 223  | 232  | 195  | 185  | 170  | 196  | 154  |

| 1962 | 1968 | 1975 | 1982 | 1990 | 1999 | 2005 | 2006 | 2010 |
| ---- | ---- | ---- | ---- | ---- | ---- | ---- | ---- | ---- |
| 142  | 150  | 155  | 144  | 129  | 120  | 150  | 159  | 153  |

| 2015 | 2020 | 2022 | - | - | - | - | - | - |
| ---- | ---- | ---- | - | - | - | - | - | - |
| 177  | 158  | 150  | - | - | - | - | - | - |

## Économie

### Emploi
En 2015, parmi la population communale comprise entre 15 et 64 ans, les actifs représentent 81 personnes, soit 45,8 % de la population municipale. Le nombre de chômeurs (douze) a augmenté par rapport à 2010 (sept) et le taux de chômage de cette population active s'établit à 14,8 %.

### Établissements
Au 31 décembre 2015, la commune compte dix-sept établissements, dont dix au niveau des commerces, transports ou services, quatre dans l'agriculture, la sylviculture ou la pêche, deux relatifs au secteur administratif, à l'enseignement, à la santé ou à l'action sociale, et un dans la construction.

## Culture locale et patrimoine

### Lieux et monuments
- Église Saint-Pancrace, reconstruite au XIXe siècle

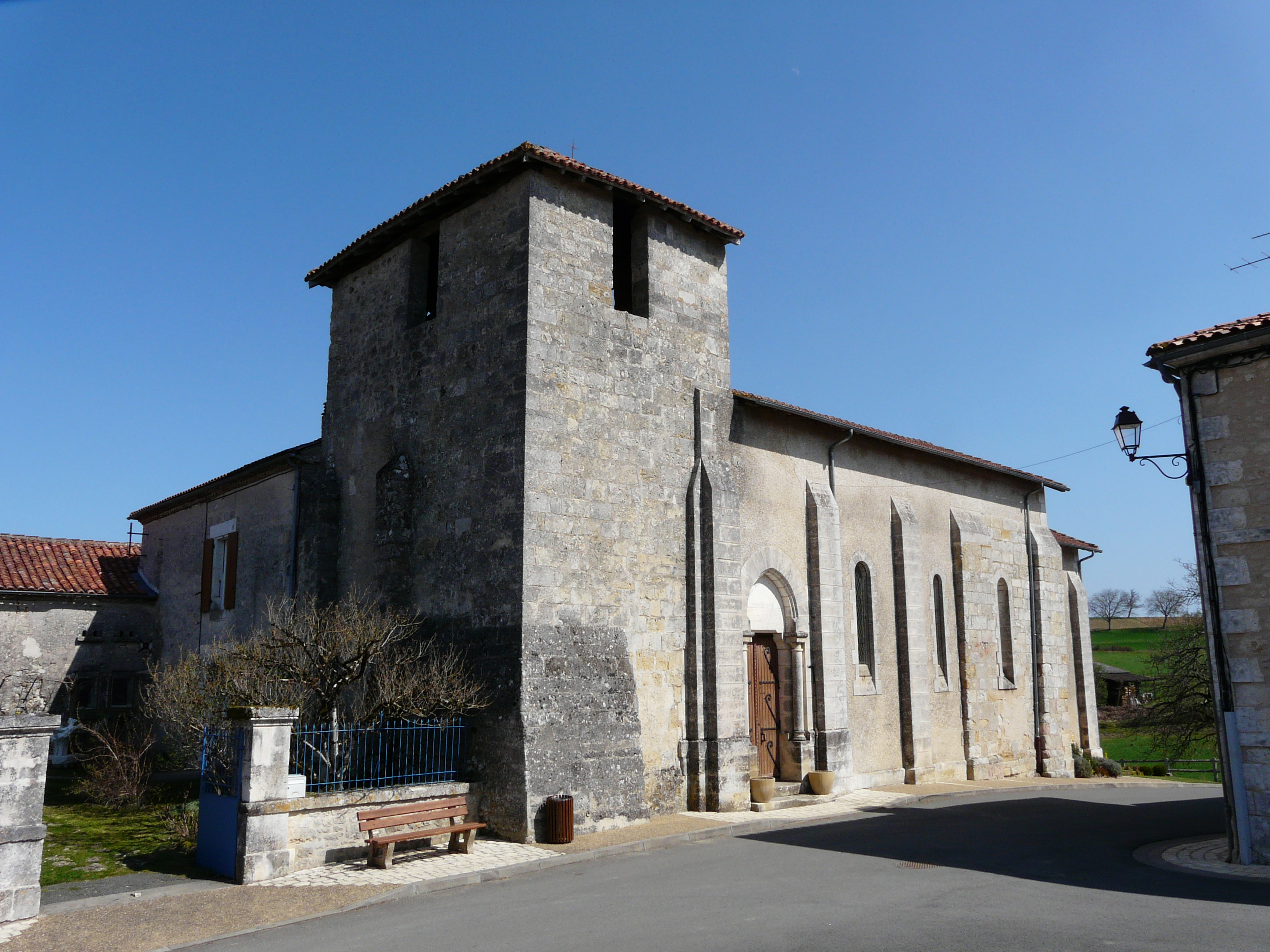
L'église Saint-Pancrace.
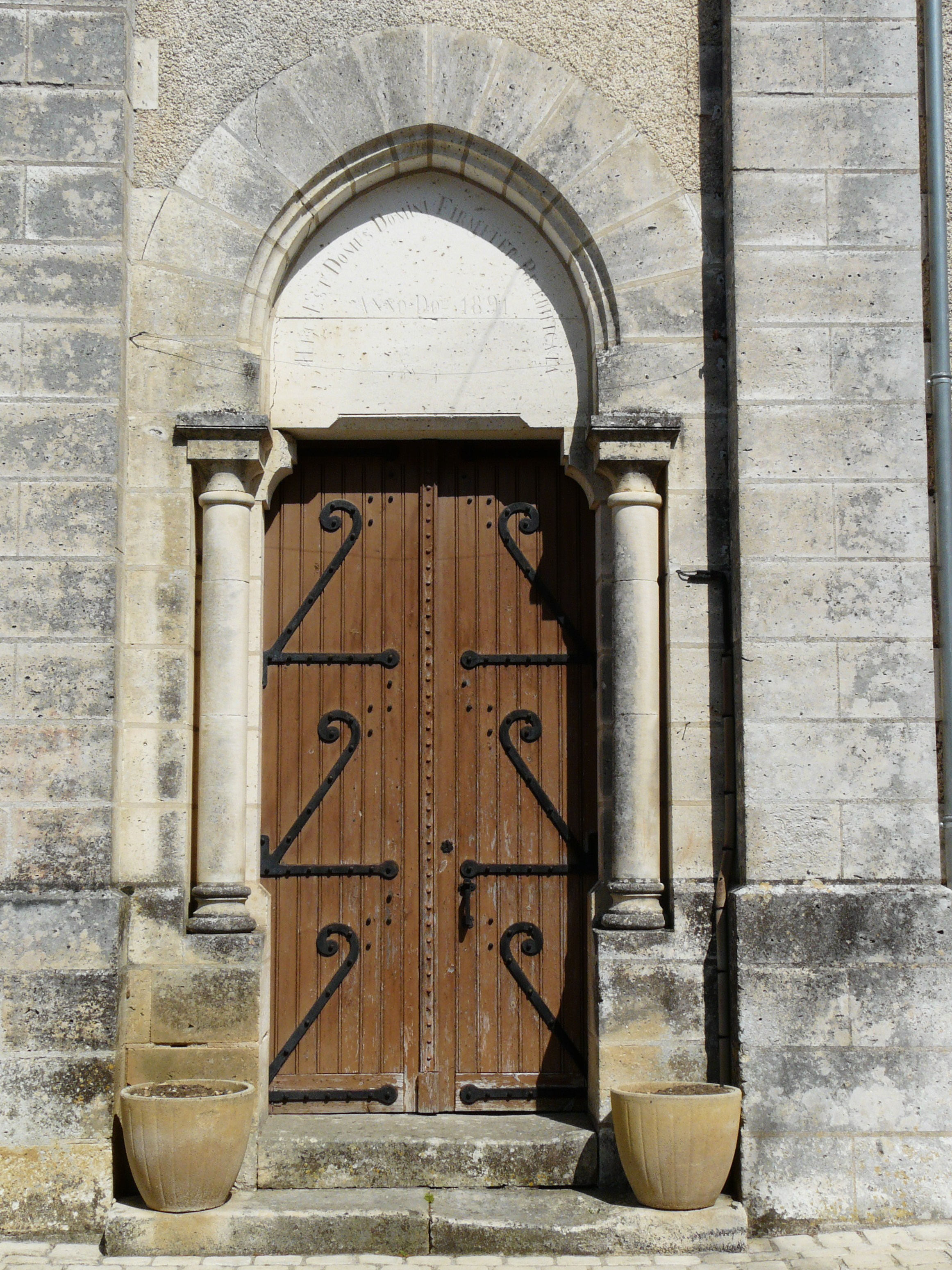
Le portail de l'église.
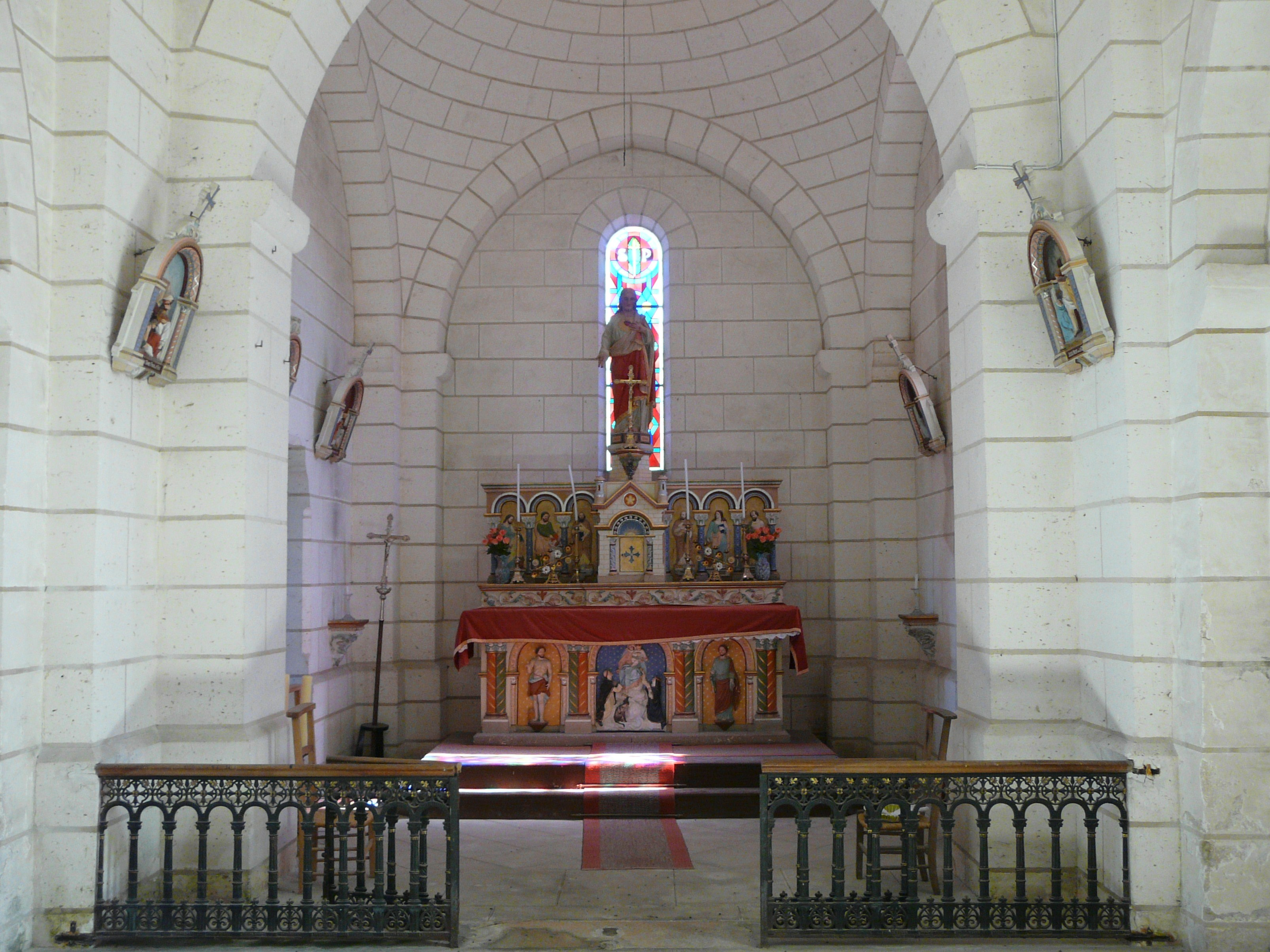
Le chœur de l'église.
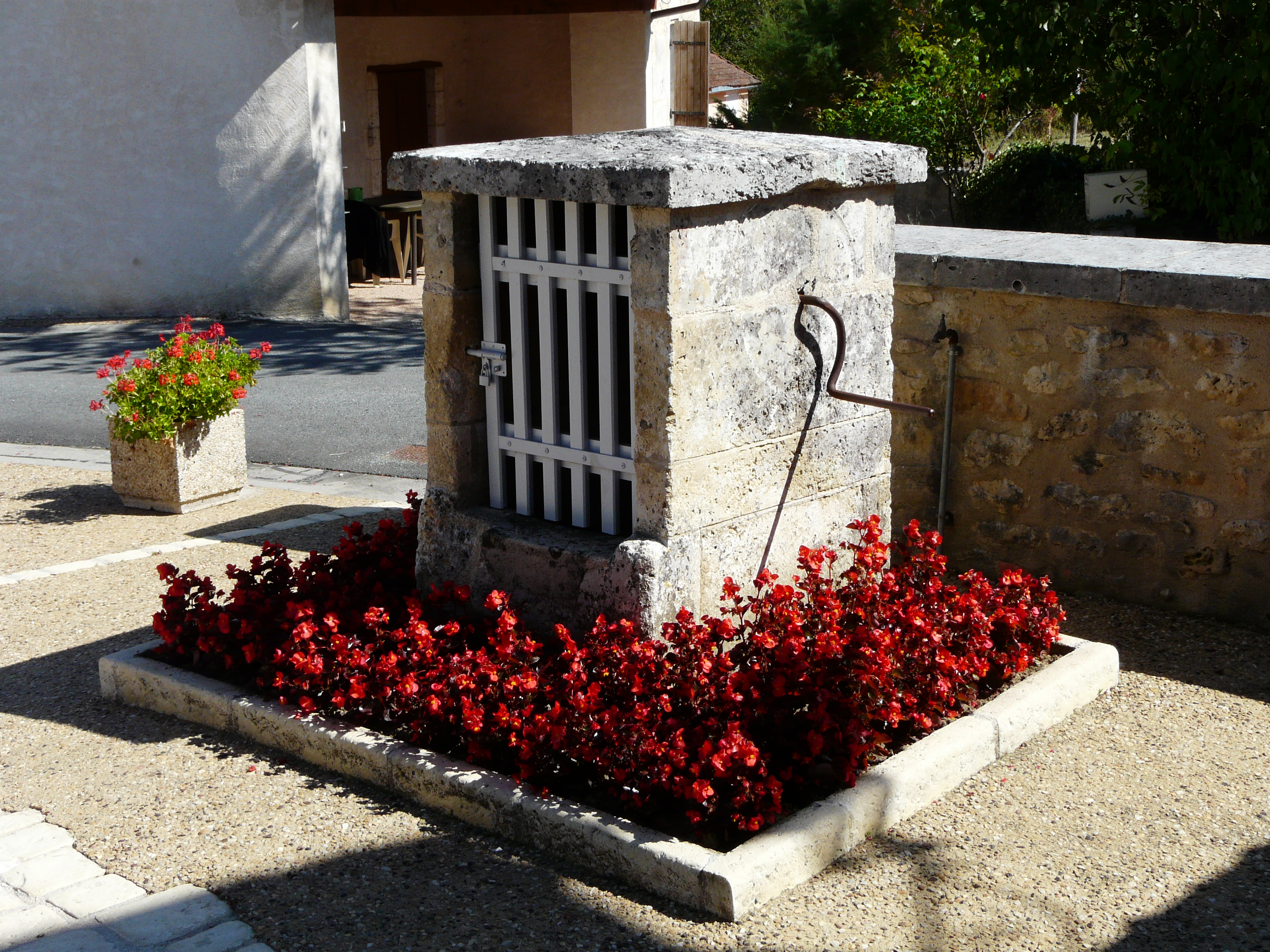
Puits devant la mairie.

## Pour approfondir